# RDS (група компаній)
«RDS» — група дорожньо-будівельних компаній, заснована у 2005 році як інвестиційна група «Рост» для будівництва житла та комерційної нерухомості. Входить до топ-3 дорожніх компаній України за обсягом (кілометражем) побудованих доріг. Головний офіс знаходиться в Одесі.
Основними напрямками діяльності є проектування, будівництво, реконструкція, капітальний ремонт автомобільних доріг, інфраструктурних споруд, експлуатаційне обслуговування автомобільних доріг, будівництво злітно-посадкових смуг.

## Структура
Бенефіціарні власники Групи компаній «RDS» — Шумахер Юрій Борисович та Коновалов Євген Геннадійович.
До складу групи компаній «RDS» входить ТОВ «Ростдорстрой» і ПП «Київшляхбуд». Група компаній працює в 9 областях України: Київська, Полтавська, Черкаська, Кіровоградська, Миколаївська, Херсонська, Одеська, Вінницька, Луганська та в містах Київ і Одеса. У кожній з цих областей розташовані виробничі бази «RDS». В активах компанії знаходяться асфальтобетонні та цементобетонні заводи, лабораторії, парк автотехніки. Чисельність співробітників складає понад 2 тисячі.
Група компаній «RDS» є співзасновником Національної асоціації дорожників України (НАДУ). Окрім цього, вона входить до складу European Business Association (EBA).

## Історія
Компанія була заснована у 2005 році як інвестиційна група «Рост» для будівництва житла та комерційної нерухомості, проте того ж року фірма почала інвестувати в будівництво доріг та отримала назву «Ростдорстрой».
У рамках розширення діяльності і виходу на європейський ринок група дорожньо-будівельних компаній «Ростдорстрой» змінила назву на RDS у 2019 році.

## Діяльність
- 2005—2010. Компанія займалась берегоукріплювальними роботами, будівництвом автомагістралей, вулиць в Одесі та Одеській області. Було проведено будівництво 9-го причалу Південного морського торгового порту, реконструкція руліжних доріжок в Одеському аеропорту, будівництво автоперевалочного терміналу в Одесі.
- 2011—2012. Група компаній займалась ремонтом та реконструкцією вулиць та об'єктів м. Києва і столичного регіону.
- У 2013 році компанія провела ремонт дороги Н-01 Київ — Знам'янка в Черкаській області. Окрім цього, було проведено будівництво ряду доріг в Арцизькому, Тарутинському, Болградському районах Одеської області. Проводилось будівництво вулиць м. Одеси та Києва.
- З 2014 року «RDS» бере участь у міжнародних торгах, у тому числі в тендерах із капітального ремонту доріг у Республіці Молдова, що проводяться під егідою ЄБРР[1].
- У 2015—2016 роках компанія виконувала роботи з реконструкції вулиць Марсельської та Сахарова в Одесі, окрім цього, тривало будівництво дороги «Обхід м. Рені». У 2016 році було розпочато співпрацю зі Службою автомобільних доріг у Полтавській області.
- У 2017 році «RDS» підписала контракт на реконструкцію та будівництво аеродромного комплексу КП «Міжнародний аеропорт Одеса». Також у цьому році були виконані масштабні будівельні об'єкти в Кіровоградській, Черкаській та Миколаївській областях.
- У 2018 році був підписаний контракт на капітальний ремонт штучної злітно-посадкової смуги КП «Аеропорт Черкаси Черкаської обласної ради».
- У 2019 компанія виграла тендер Світового банку на роботи в Україні по трасі М-03 Київ — Харків-Довжанський[9].
- У 2020 році «RDS» завершила будівництво злітно-посадкової смуги в Одеському аеропорту, продовжуючи при цьому будувати автомобільні дороги в Черкаській, Полтавській та в Миколаївській області[2][6]. У квітні 2020 року компанія купила асфальтобетонний завод «Кредмаш ДС-16837»[4].